# Baimahu
Baimahu (kinesiska: 白马湖镇, 白马湖) är en köping i Kina. Den ligger i provinsen Shandong, i den östra delen av landet, omkring 110 kilometer väster om provinshuvudstaden Jinan. Antalet invånare är 31 009. Befolkningen består av 15 229 kvinnor och 15 780 män. Barn under 15 år utgör 19,0 %, vuxna 15-64 år 71 %, och äldre över 65 år 8,0 %.
Genomsnittlig årsnederbörd är 687 millimeter. Den regnigaste månaden är juli, med i genomsnitt 248 mm nederbörd, och den torraste är januari, med 4 mm nederbörd.